# Voltaire (film, 1933)
Pour les articles homonymes, voir Voltaire (homonymie).
Pour plus de détails, voir Fiche technique et Distribution.
Voltaire est un film historique américain réalisé par John G. Adolfi, sorti en 1933.

## Synopsis
La vie du philosophe Voltaire dans la France des Lumières à l'aube de la Révolution Française.

## Fiche technique
- Titre original : Voltaire
- Réalisation : John G. Adolfi
- Scénario : Paul Green et Maude T. Howell d'après un roman de George Gibbs et E. Lawrence Dudley
- Photographie : Tony Gaudio
- Montage : Owen Marks
- Musique : Bernhard Kaun et Milan Roder (non crédités)
- Direction artistique : Anton Grot
- Costumes : Orry-Kelly
- Société de production : Warner Bros. Pictures, The Vitaphone Corporation
- Société de distribution : Warner Bros. Pictures
- Pays d'origine :  États-Unis
- Format : Noir et blanc - Son : Mono
- Genre : Film biographique, Film historique
- Durée : 72 minutes
- Dates de sortie : 
  - États-Unis : 5 août 1933

## Distribution
- George Arliss : Voltaire
- Doris Kenyon : Madame Pompadour
- Margaret Lindsay : Nanette Calas
- Alan Mowbray : Le comte de Sarnac
- Reginald Owen : Louis XV de France
- Theodore Newton : François
- Gordon Westcott : Le Capitaine
- David Torrence : Dr Tronchin
- Murray Kinnell : Emile
- Doris Lloyd : Madame Clarion
- Leonard Mudie : Morteau